# Wapen van Súdwest-Fryslân

Gemeentewapen Súdwest-Fryslân vanaf 10 mei 2012

Het Wapen van Súdwest-Fryslân is het gemeentewapen van de gelijknamige gemeente Súdwest-Fryslân. Het is een gedeeld schild, I in goud een halve adelaar van sabel (zwart); II in azuur (blauw) waarop vijf muurkronen van zilver elk met drie bastions, paalsgewijze geplaatst en gevoerd van keel (rood). Het schild is gedekt met een gouden kroon van vijf bladeren en gehouden door twee aanziende leeuwen van goud. Het voetstuk is groen gemarmerd en wordt door de Hoge Raad van Adel gezien als variatie op de grasgrond van Sneek en de arabesk van Bolsward.

## 2011-2012

Gemeentewapen Súdwest-Fryslân tot 10 mei 2012

Sinds het ontstaan van de gemeente in 2011 tot en met 9 mei 2012 voerde de gemeente een ander wapen. Dit eerste wapen bestond uit een schild met een ruitenkruis. Deze ruiten stonden symbool voor de vijf gemeenten die op 1 januari 2011 samensmolten tot de nieuwe gemeente Súdwest-Fryslân. Het wapen was een ontwerp van de Fryske Rie foar Heraldyk. De Hoge Raad van Adel was tegen het gebruik van het ruitenkruis. Het ruitenkruis kwam in Friesland historisch gezien niet voor.

## 2012-heden
Op 9 mei 2012 besloot de Gemeenteraad op voorstel van het College van B&W om het wapen aan te passen naar het ontwerp van de Hoge Raad van Adel. Dit ondanks verzet van de FNP en de Fryske Rie foar Heraldyk. De Fryske Rie foar Heraldyk wilde de oude gemeentewapens in hun waarde laten en ging bij het ontwerpen van een nieuw wapen uit van een, naar eigen zeggen, nieuw referentiekader: het wapen van het voormalige Westergo, waar alle gemeenten deel van uitmaakten en waarin de oude steden lagen, moest het uitgangspunt vormen. Ondanks dit protest werd het voorstel van de Hoge Raad van Adel door alle overige fracties ondersteund. Op 21 augustus 2012 werd het gemeentewapen goedgekeurd en aan de gemeente verleend.

### Heraldiek
De vijf muurkronen komen uit het gemeentewapen van de voormalige gemeente Nijefurd. Deze symboliseerden in het Nijefurdse wapen de drie oude stadjes Stavoren, Workum en Hindeloopen. In het nieuwe wapen symboliseren de vijf muurkronen de vijf gefuseerde gemeenten. Op de linkerhelft van het wapenschild staat een Friese adelaar. Deze komt in drie van de vijf oude gemeentewapens voor. Uit het wapen van Wonseradeel zijn geen elementen overgenomen in het nieuwe wapen. Ook de keizerskroon uit het wapen van Bolsward is niet overgenomen. Het nieuwe wapen is gekroond met een markiezenkroon. De schildhouders konden worden toegevoegd omdat de wapens van twee van de voorgaande gemeenten, Bolsward en Sneek, reeds schildhouders hadden.

## Verwante wapens

Het wapen van Bolsward
Het wapen van Nijefurd
Het wapen van Sneek
Het wapen van Wymbritseradeel

Achtkarspelen · Ameland · Dantumadeel · De Friese Meren · Harlingen · Heerenveen ·Leeuwarden ·  Noardeast-Fryslân · Ooststellingwerf · Opsterland · Schiermonnikoog · Smallingerland · Súdwest-Fryslân · Terschelling · Tietjerksteradeel · Vlieland · Waadhoeke · Weststellingwerf